# Arunachal Pradesh
L'Arunachal Pradesh (en hindi : अरुणाचल प्रदेश, Aruṇācal Pradeś, litt. « province des montagnes éclairées par l'aube ») est un État du Nord-Est de l'Inde, créé d'abord comme territoire de l'Union le 20 janvier 1972 avant d'accéder au rang d'État proprement dit le 20 février 1987. Cédé par le Tibet au début du XXe siècle, sa partie septentrionale est revendiquée par la république populaire de Chine comme faisant partie de la région autonome du Tibet. Il a une frontière internationale de 160 km avec le Bhoutan à l'ouest, de 1 080 km au nord avec la Chine et de 440 km à l'est avec la Birmanie. Il s'étend des pics enneigés de l'Himalaya au nord jusqu'à la vallée du Brahmapoutre au sud. C'est le plus vaste État du Nord-Est, plus étendu que l'Assam qui est cependant plus peuplé.

## Histoire
Les habitants actuels de l'Arunachal Pradesh ont pour ancêtres des populations venues du Tibet au cours de la période préhistorique, ainsi que des populations de langues tai et tibéto-birmanes. La connaissance de l'histoire de l'Arunachal Pradesh reste, à l'exception des zones situées au nord-ouest de l'État, très limitée.
Les régions du nord-ouest, après avoir appartenu au royaume monba de Monyul pendant la période allant de -600 à 500 environ, sont passées sous le pouvoir du Tibet et du Bhoutan. Le 6e dalaï-lama, Tsangyang Gyatso, est originaire de la région de Tawang où il est né en 1682.
Les autres régions, en particulier celles bordant l'actuelle Birmanie, sont quant à elles passées sous la dépendance des Âhom et des Assamais, jusqu'à leur annexion à l'Inde britannique par les Britanniques en 1858.
En 1913-1914, l'administrateur britannique Sir Henry McMahon dessina, dans le cadre de la Convention de Simla, une nouvelle ligne frontière de 890 km entre l'Inde britannique et le Tibet, connue sous le nom de ligne McMahon, qui faisait passer sous contrôle britannique divers territoires contrôlés par le Tibet, notamment la région de Tawang. Les représentants britannique, tibétain et chinois paraphèrent la convention, mais le gouvernement de Pékin s'opposa aussitôt à l'accord et renia le paraphe de son délégué,. Depuis lors, les gouvernements chinois successifs, d'abord de la République de Chine, puis de la République Populaire de Chine, ont toujours revendiqué la souveraineté chinoise sur cette région qu'ils considèrent comme une partie du Tibet - pays lui-même revendiqué.
Concrètement, la région demeura sous administration tibétaine jusqu'en 1950, au moment de la mainmise sur le Tibet par la nouvelle République Populaire de Chine. À cette occasion, l'Inde déclara unilatéralement la ligne McMahon comme sa frontière avec la Chine, et força l'administration locale tibétaine à quitter la région de Tawang où elle était restée présente. La ligne McMahon est reconnue par le 14e dalaï-lama, comme elle le fut par le 13e dalaï-lama, et présentée sur les cartes publiées par l'actuelle administration centrale tibétaine en exil à Dharamsala, comme frontière sud du Tibet.
La NEFA (North East Frontier Agency) fut créée en 1954. Après une période de relations cordiales entre la Chine et l'Inde, la question de la frontière se raviva brutalement lors de la guerre sino-indienne de 1962, au cours de laquelle la Chine s'empara de la plus grande partie de la NEFA. Cependant, la Chine, bien qu'elle ait déclaré sa victoire, se retira volontairement derrière la ligne McMahon et libéra ses prisonniers indiens en 1963. La guerre entraîna la fin des échanges commerciaux avec le Tibet, bien qu'en 2007 des signes de reprise des échanges se soient manifestés.
L'État de l'Arunachal Pradesh a officiellement remplacé la NEFA le 20 février 1987.

## Géographie

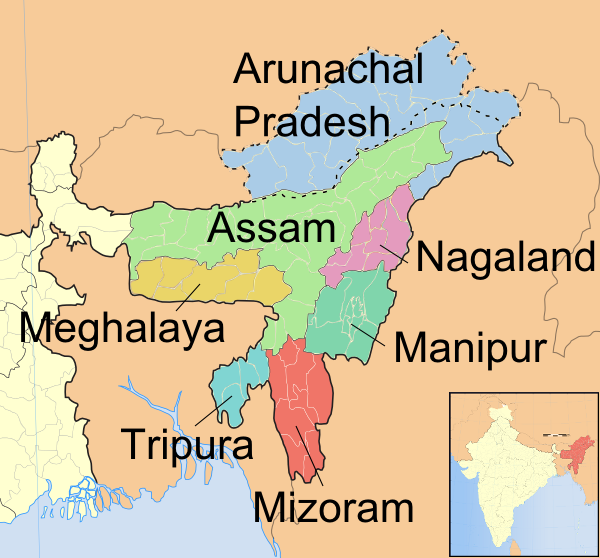
Une carte des « Sept États sœurs ».

### Topographie

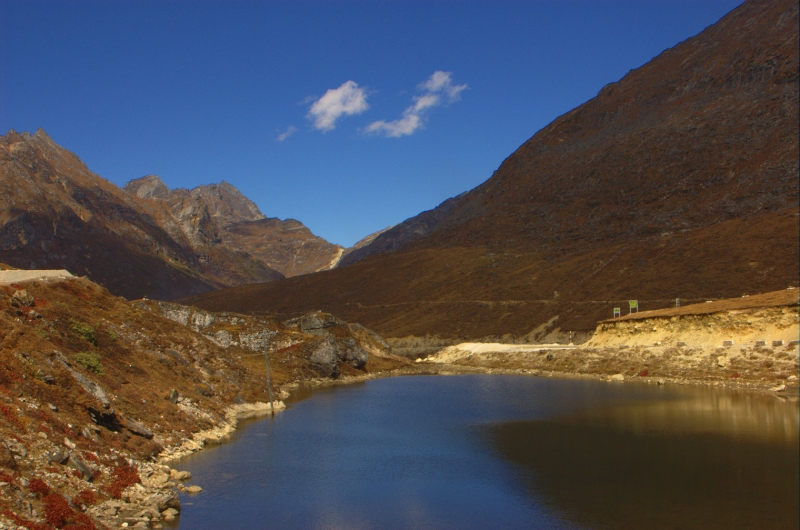
L'Arunachal Pradesh est célèbre pour ses paysages montagneux.

L'Arunachal Pradesh s'étend à l'est du Bhoutan, sur les régions montagneuses comprises entre d'une part la frontière orientale de l'Inde avec la République populaire de Chine et la Birmanie et d'autre part la limite des plaines de la vallée du Brahmapoutre dans sa traversée de l'État indien de l'Assam. Dans sa partie nord, cette région montagneuse correspond à l'extrémité orientale de la chaîne de l'Himalaya.

### Administration

Les districts de l'Arunachal Pradesh.

L'Arunachal Pradesh est divisé en seize districts :
- Anjaw
- Changlang
- Kameng oriental
- Siang oriental
- Kurung Kumey
- Lohit
- Vallée du bas Dibang
- Bas Subansiri
- Papum Pare
- Tawang
- Tirap
- vallée du haut Dibang
- Haut Subansiri
- Haut Siang
- Kameng occidental
- Siang occidental

Les districts sont divisés en cent-cinquante circles.

### Climat
Le climat varie avec l'altitude, depuis un climat subtropical humide en bordure de la vallée du Brahmapoutre, jusqu'au climat montagnard ou de toundra dans les régions élevées de l'Himalaya, en passant par un climat tempéré dans les régions d'altitude intermédiaire.

### Population et religions

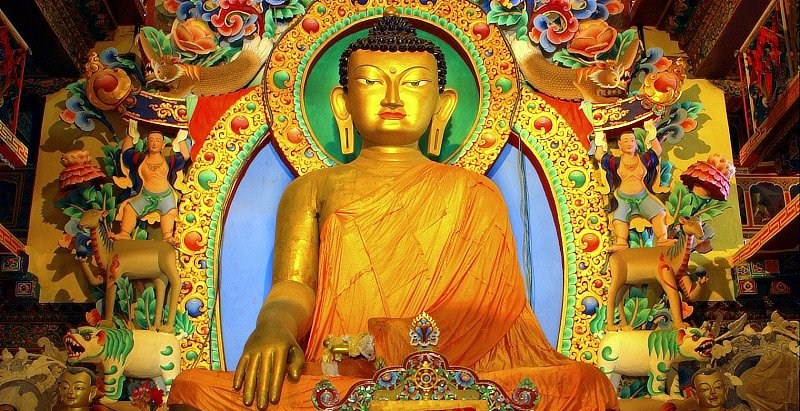
Le bouddhisme est pratiqué par 12 % de la population. Statue de Bouddha à Tawang, Arunachal Pradesh.

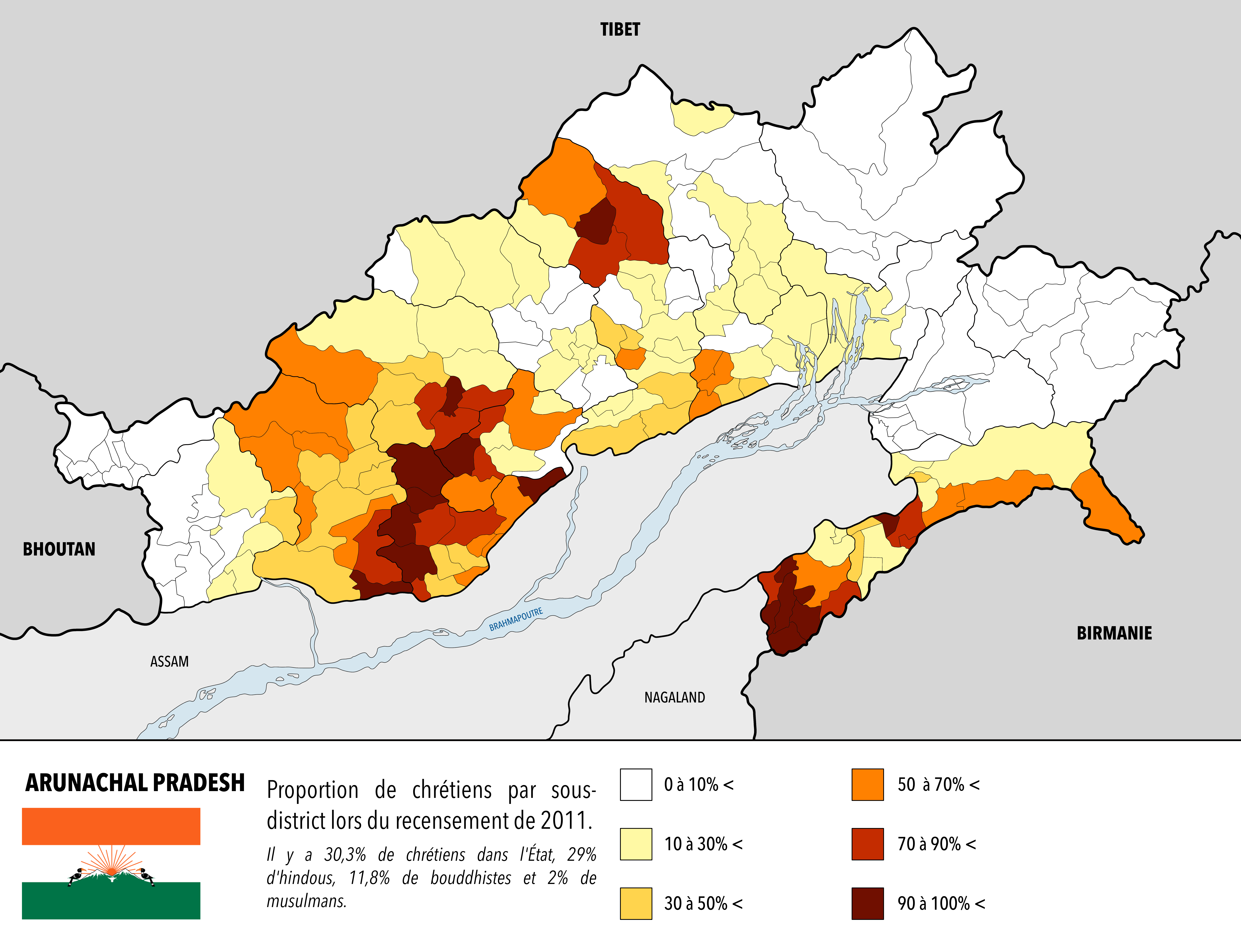
Proportion de chrétiens par sous-district selon le recensement indien de 2011.

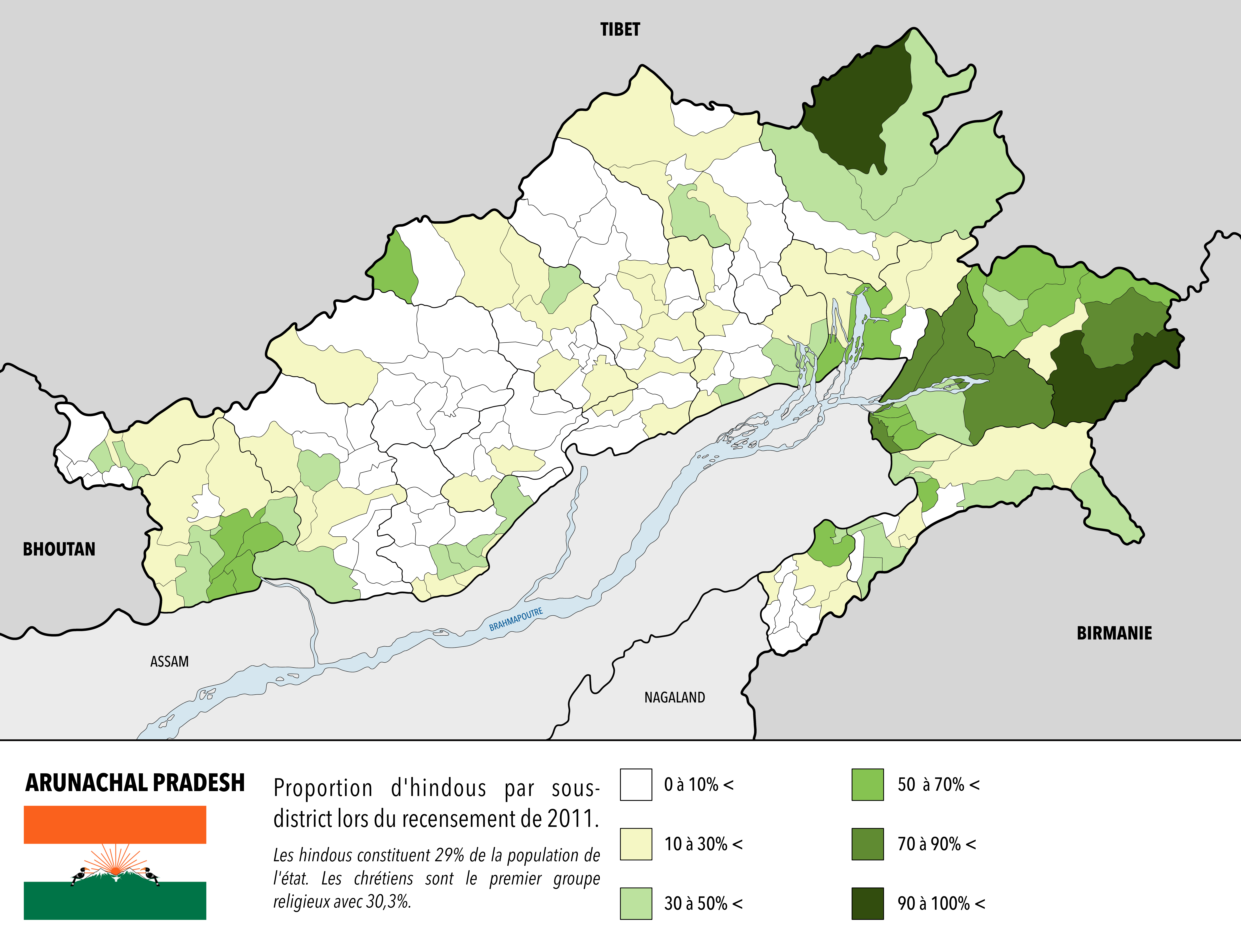
Proportion d'hindous par sous-district selon le recensement indien de 2011.

La population comportait 337 000 habitants en 1961 et, selon le recensement de 2011, 1 383 727 habitants. Ils se répartissent en trois groupes ethniques principaux : Apatani, Monba, Adi et Nishi. 
Toujours selon le recensement indien de 2011, les chrétiens sont le premier groupe religieux de l'État avec 30,3% de la population (418 732 adeptes) suivi de près par les hindouistes (29% - 401 876 hab.). Le bouddhisme rassemble 11,8% de la population (162 815 personnes) et les musulmans seulement 2%. Enfin, les autres religions (principalement Donyi-Polo, animisme et chamanisme) et les non croyants regroupent 27% des habitants (373 259 pers.)   

## Politique
La Chine ne reconnait pas l'existence de l'Arunachal Pradesh et « s'oppose fermement » aux visites de dirigeants ou de hauts fonctionnaires indiens dans cette région, dixit son Ministère des Affaires étrangères.

## Culture

### Langues
L'Arunachal Pradesh (État des montagnes du dieu Aruna) est un des centres les plus importants de diversité des langues tibéto-birmanes, dont la plupart ne sont connues que par des listes de mots limitées malgré leur importance capitale. Après l'échec d'avoir voulu imposer le Hindi comme langue officielle, l'anglais fut déclaré langue officielle en 1994, revenant au statu quo post-colonial de 1947 à 1962, mais il n'est vraiment parlé que par 3 à 5 % de la population environ.  Après une dizaine de dialectes tibéto-birmans, le bengali est parlé et compris par au moins 15 % de la population, mais surtout par les Bengalis, au sud, vers la frontière avec le Bangladesh, et le hindi est parlé par environ 4 % de la population.[réf. nécessaire]